# برص ميندي
برص ميندي أو برص جبل سيناء ، (الاسم العلمي: Hemidactylus mindiae) (بالإنجليزية: Mount Sinai gecko)‏ ، هو أحد أنواع فصيلة برصيات الذي يعيش في جبال سيناء وخاصة سانت كاترين، وصفه شريف بهاء الدين في 2005 وسماه علي اسم زوجته الراحلة ميندي بهاء الدين.